# Saxifraga corsica
Saxifraga corsica es una especie de planta  perteneciente a la familia Saxifragaceae, y es un endemismo Balear y del sistema Ibérico.

## Distribución y hábitat
es un endemismo Balear e ibérico que tiene su centro de distribución en las montañas del norte de Alicante y sur de Valencia y con unas pequeñas poblaciones en el sur de Aragón.

## Taxonomía

### Etimología
- Saxifraga:epíteto latino que viene de saxum, ("piedra") y frangere, ("romper, quebrar"). Estas plantas se llaman así por su capacidad, según los antiguos, de romper las piedras con sus fuertes raíces. Así lo afirmaba Plinio, por ejemplo.
- Corsica:

### Sinonimia
- Saxifraga corsica subsp. cossoniana[3]
- Saxifraga corsica var. cossoniana
- Saxifraga cossoniana
- Saxifraga corsica subsp. fontqueri
- Saxifraga corsica var. fontqueri
- Saxifraga corsica var. mariolensis
- Saxifraga cossoniana var. mariolensis